# Salamander (seizoen 1)
Dit artikel vat het eerste seizoen van Salamander samen. Dit seizoen liep in Vlaanderen tussen 30 december 2012 en 17 maart 2013 op Eén en bevatte 12 afleveringen.
Het eerste seizoen is later in boekvorm verschenen, geschreven door Bavo Dhooge. Hierin werd de ontstaansgeschiedenis van Salamander vanuit de Tweede Wereldoorlog nog meer uitgediept. 

## Verhaal
In de kleine private familiebank Jonkhere in Brussel worden 66 strategische kluizen leeggeroofd, kluizen waarvan de eigenaars tot de grootste machthebbers van het land behoren. De daders laten geen enkel spoor achter. Om geen paniek te zaaien besluiten de gedupeerden de zaak te verzwijgen. Zowel de bank als justitie beslissen uit eigenbelang de zaak in de doofpot te stoppen. De donkere crisistijden van vroeger mogen niet terugkeren en de mensen mogen het vertrouwen in de banken niet verliezen. Eén man krijgt echter door een tip lucht van het zaakje: Hoofdinspecteur Paul Gerardi (Filip Peeters) van de FGP Brussel. Wanneer hij de zaak verder wil onderzoeken, wordt hij op non-actief gezet. Dit weerhoudt hem er echter niet van koppig te blijven verder zoeken ...
De tip is afkomstig van een informant. Dit blijkt André Strubbe te zijn. Gerardi zoekt Strubbe op, die hem vertelt dat hij in een gevaarlijk wespennest zit. De volgende dag wordt Strubbe dood teruggevonden met een strop rond zijn nek. Het huis van Gerardi wordt permanent bewaakt door de politie-eenheid P9 om hem in de gaten gehouden. De vrouw van Gerardi, Sarah, en zijn dochter, Sofie, zijn doodsbang en durven niet meer buiten te komen. Via de achterdeur kan Paul ontsnappen zonder dat de P9 het direct door heeft. Paul rijdt naar Bank Jonkhere, waar directeur Raymond Jonkhere meldt dat er niets aan de hand is. De rechterhand van Jonkhere, Wim Robijns, wordt het allemaal te veel en schiet zichzelf met een pistool door het hoofd. Paul ontdekt een lijst van 66 personen, die samen het slachtoffer zijn. Paul kan zich al schietend een weg naar buiten banen. Intussen overleggen procureur-generaal Armand Persigal en de Minister van Justitie hoe ze Gerardi kunnen te pakken krijgen.
Gerardi vindt een schuilplaats in het klooster waar zijn oude collega Carl Cassimon is binnengetreden. Cassimon weigert echter om Paul te helpen, hij wil hem enkel onderdak geven. Sarah en Sofie krijgen vaak bezoek van de P9 om te ontdekken waar Gerardi zit. Ze kammen ook het hele huis uit. Paul ontdekt intussen een spoor dat leidt naar senator Guy Rasenberg, een van de 66 namen op de lijst. Hij blijkt deel uit te maken van een geheim genootschap dat zich Salamander noemt. Karin Rasenberg blijkt ook een oogje te hebben op Gerardi.
Cassimon heeft intussen zijn oude chef, Martin Colla, gebeld om te zeggen waar Paul zit. Paul wordt opgepakt door de P9. Intussen krijgen de 66 benadeelden van de bankkraak een brief thuis gezonden met kopieën van gevoelige geheimen die ze in de kluis bewaarden. De brieven worden verstuurd door een zekere Joachim Klaus. De Minister van Justitie slaat als eerste op de vlucht. Ook Rasenberg vlucht. Persigal zit tussen twee vuren: hij wil behoeden dat het schandaal verder uitbreidt, maar is tegelijkertijd lid van Salamander.
De P9 heeft intussen Gerardi aan Persigal uitgeleverd, die wil dat Gerardi voor hem gaat werken. Hij wil weten wie de krakers van de 66 kluizen waren. De opdrachtgever van de kraak blijkt een zekere Gil Wolfs te zijn. Hij wil de Salamander-leden een voor een treffen. Met de hulp van Karin Rasenberg ontdekt Gerardi echter steeds meer over Salamander. Om meer te weten moet hij haar verleiden. Een gevaarlijk spel, niet alleen voor zijn relatie, maar ook voor zijn leven. Senator Guy Rasenberg maakt grote kans om de volgende Minister van Binnenlandse Zaken te worden en kan geen schandalen gebruiken. Gerardi moet uitgeschakeld worden.
Er wordt een bom onder de auto van Gerardi geplaatst. Het is echter zijn vrouw Sarah die met de auto gaat rijden. Sarah komt om bij de aanslag. Gerardi wil zijn dochter beschermen en brengt haar naar een streng beveiligd internaat. Bij het internaat geraakt Sofie bevriend met Nicola Wolfs. Gil Wolfs zet intussen nog verder door en laat Klaus omslagen met bezwarende materiaal opsturen naar de leden van Salamander. Eén voor één zwichten ze: ze nemen ontslag, verdwijnen of plegen zelfmoord.
Ondertussen geraakt bekend dat Salamander de naam was van een mislukte weerstandsmissie in de Tweede Wereldoorlog, waar Harry Dewulf, de vader van Gil Wolfs en Emile Jonkhere, de vader van Raymond Jonkhere bij betrokken waren. Gerardi zoekt in archieven informatie over deze missie maar vindt niets.
De Minister van Justitie vindt dat de situatie uit de hand aan het lopen is en laat zijn procureur-generaal Persigal vallen. Hij stuurt huurmoordenaars af op Persigal en Gerardi. Persigal wil nog zoveel mogelijk informatie doorspelen aan Gerardi over het ontstaan van Salamander. Via zijn dochter Sofie, die bevriend is met Nicola Wolfs, weet hij binnen te komen in het huis van Wolfs en ontmoet er ook zijn dochter Patricia. Het blijkt goed te klikken tussen Patricia en Paul. Nietsvermoedend vindt Paul zo onderdak bij de man die de kraak organiseerde. Paul ontdekt foto's van de weerstandsmissie. Gil Wolfs vertrouwt Paul echter niet. Hij laat hem natrekken door Klaus: Paul blijkt een politieagent te zijn en niet de verzekeringsagent waarvoor hij zich voordoet.
Uiteindelijk ontdekt Paul het geheim van Wolfs: de weerstandsmissie in de Tweede Wereldoorlog waarbij Emile Jonkhere Harry Dewulf verraden heeft. Er wordt een vergadering van Salamander georganiseerd, waar Jonkhere het hoofd van blijkt te zijn. Ook de illustere Vincent Nöel wordt naar voren geschoven. Er volgt een inval op de vergadering. Het rijk van Salamander is uit. Wolfs vermoordt uiteindelijk Jonkhere uit wraak omdat alles wat de familie Jonkhere heeft opgebouwd, is gekomen op het bloed van zijn vader. Paul en zijn dochter Sofie kunnen weer vrijer ademen.

## Rolverdeling
| Acteur                  | Personage          | Functie                         | Afl. 1 | Afl. 2 | Afl. 3 | Afl. 4 | Afl. 5 | Afl. 6 | Afl. 7 | Afl. 8 | Afl. 9 | Afl. 10 | Afl. 11 | Afl. 12 |
| ----------------------- | ------------------ | ------------------------------- | ------ | ------ | ------ | ------ | ------ | ------ | ------ | ------ | ------ | ------- | ------- | ------- |
| Filip Peeters           | Paul Gerardi       | Hoofdinspecteur (FGP Brussel)   | Ja     | Ja     | Ja     | Ja     | Ja     | Ja     | Ja     | Ja     | Ja     | Ja      | Ja      | Ja      |
| Mike Verdrengh          | Raymond Jonkhere   | Bankdirecteur                   | Ja     | Ja     | Ja     | Ja     | Ja     | Ja     | Ja     | Ja     | Ja     | Ja      | Ja      | Ja      |
| Violet Braeckman        | Sofie Gerardi      | Dochter van Paul                | Ja     | Ja     | Ja     | Ja     | Ja     | Ja     | Ja     | Ja     | Ja     | Ja      | Ja      | Ja      |
| Koen De Bouw            | Joachim Klaus      | Huurmoordenaar                  | Ja     | Ja     | Ja     | Ja     | Ja     | Ja     | Ja     | Ja     | Ja     | Nee     | Ja      | Ja      |
| Lucas Van den Eynde     | Carl Cassimon      | Ex-collega van Paul             | Nee    | Ja     | Ja     | Ja     | Ja     | Ja     | Ja     | Ja     | Ja     | Ja      | Ja      | Ja      |
| Jo De Meyere            | Armand Persigal    | Procureur-generaal              | Ja     | Ja     | Ja     | Ja     | Ja     | Ja     | Ja     | Ja     | Ja     | Ja      | Nee     | Nee     |
| Koen Van Impe           | Vic Adams          | Hoofd politiecel P9             | Nee    | Ja     | Ja     | Ja     | Ja     | Ja     | Ja     | Ja     | Ja     | Nee     | Nee     | Ja      |
| Warre Borgmans          | Martin Colla       | Commissaris (FGP Brussel)       | Ja     | Ja     | Ja     | Ja     | Nee    | Nee    | Ja     | Ja     | Nee    | Ja      | Ja      | Ja      |
| Vic De Wachter          | Gil Wolfs / Dewulf | Opdrachtgever van inbraak       | Nee    | Nee    | Nee    | Ja     | Ja     | Ja     | Ja     | Ja     | Ja     | Ja      | Ja      | Ja      |
| Tine Reymer             | Patricia Wolfs     | Dochter van Gil Wolfs           | Nee    | Nee    | Nee    | Nee    | Ja     | Ja     | Ja     | Ja     | Ja     | Ja      | Ja      | Ja      |
| Kevin Janssens          | Vincent Noël       | Assistent                       | Nee    | Nee    | Ja     | Ja     | Ja     | Nee    | Ja     | Nee    | Ja     | Ja      | Nee     | Ja      |
| Tom De Hoog             | Patrick Dejonghe   | Inspecteur                      | Ja     | Ja     | Ja     | Ja     | Ja     | Nee    | Nee    | Nee    | Nee    | Ja      | Ja      | Ja      |
| Wim Opbrouck            | Marc De Coutere    | Minister van Justitie           | Nee    | Ja     | Ja     | Ja     | Nee    | Ja     | Ja     | Ja     | Ja     | Nee     | Nee     | Nee     |
| An Miller               | Sarah Debruycker   | Vrouw van Paul                  | Ja     | Ja     | Ja     | Ja     | Ja     | Ja     | Nee    | Nee    | Nee    | Nee     | Nee     | Nee     |
| Els Olaerts             | Yolande            | Secretaresse van Persigal       | Ja     | Ja     | Nee    | Ja     | Ja     | Nee    | Nee    | Nee    | Ja     | Ja      | Nee     | Nee     |
| Jan Van den Bosch       |                    | Agent P9                        | Nee    | Ja     | Ja     | Ja     | Ja     | Nee    | Ja     | Ja     | Ja     | Nee     | Nee     | Nee     |
| Jenne Decleir           | Jos                | Verzetsstrijder                 | Nee    | Nee    | Nee    | Nee    | Nee    | Ja     | Ja     | Ja     | Ja     | Nee     | Nee     | Ja      |
| Bart Hollanders         | Victor             | Jonge monnik                    | Nee    | Nee    | Ja     | Ja     | Nee    | Nee    | Ja     | Nee    | Ja     | Ja      | Ja      | Ja      |
| Gene Bervoets           | Guy Rasenberg      | Senator                         | Nee    | Nee    | Ja     | Ja     | Ja     | Ja     | Ja     | Nee    | Nee    | Nee     | Nee     | Nee     |
| Ann Ceurvels            | Karin Rasenberg    | Echtgenote van senator          | Nee    | Nee    | Ja     | Ja     | Ja     | Ja     | Ja     | Nee    | Nee    | Nee     | Nee     | Nee     |
| Marianne Devriese       | Sandra             | Huishoudster van Rasenberg      | Nee    | Nee    | Ja     | Ja     | Ja     | Ja     | Ja     | Nee    | Nee    | Nee     | Nee     | Nee     |
| Emilie Van Nieuwenhuyze | Nicola Wolfs       | Dochter van Patricia Wolfs      | Nee    | Nee    | Nee    | Nee    | Ja     | Nee    | Nee    | Nee    | Ja     | Ja      | Ja      | Ja      |
| Charlotte Vandermeersch | Jenny              | Moeder van Gil Wolfs            | Nee    | Nee    | Nee    | Nee    | Nee    | Ja     | Ja     | Ja     | Ja     | Nee     | Nee     | Ja      |
| Geert Van Rampelberg    | Harry Dewulf       | Vader van Gil Wolfs             | Nee    | Nee    | Nee    | Nee    | Nee    | Ja     | Ja     | Ja     | Nee    | Nee     | Nee     | Ja      |
| Mathijs Scheepers       | Emile Jonkhere     | Vader van Raymond Jonkhere      | Nee    | Nee    | Nee    | Nee    | Nee    | Ja     | Ja     | Ja     | Nee    | Ja      | Nee     | Ja      |
| Leah Thys               | Martine Carlier    | Lid van Salamander              | Nee    | Nee    | Ja     | Nee    | Nee    | Nee    | Ja     | Nee    | Nee    | Ja      | Nee     | Ja      |
| Dirk Van Dijck          |                    | Premier                         | Nee    | Nee    | Nee    | Nee    | Nee    | Nee    | Ja     | Nee    | Ja     | Ja      | Nee     | Ja      |
| Sura Dohnke             | Sabrina Dox        | Onenightstand van Joachim Klaus | Nee    | Nee    | Nee    | Nee    | Ja     | Ja     | Ja     | Ja     | Nee    | Nee     | Nee     | Nee     |
| Katrien Vandendries     | Sylvia             | Secretaresse van de bank        | Ja     | Ja     | Nee    | Nee    | Nee    | Nee    | Nee    | Nee    | Nee    | Nee     | Nee     | Ja      |
| Jordi Rottier           | Gil Dewulf         | Tienerversie                    | Nee    | Nee    | Nee    | Nee    | Nee    | Nee    | Nee    | Nee    | Ja     | Ja      | Ja      | Nee     |
| Eric Godon              | Jean-Jacques       | Uitbater pension                | Nee    | Nee    | Nee    | Nee    | Nee    | Nee    | Nee    | Ja     | Ja     | Ja      | Nee     | Nee     |
| Joris Gulders           |                    | Detective                       | Nee    | Nee    | Nee    | Nee    | Nee    | Nee    | Nee    | Ja     | Ja     | Ja      | Nee     | Nee     |

## Afleveringen
| Nr. | Aflevering | Titel | Regisseur          | Schrijver(s)    | Kijkcijfers | Uitzenddatum     |  |
| --- | ---------- | ----- | ------------------ | --------------- | ----------- | ---------------- |  |
| 1 | 1          |       | Frank Van Mechelen | Ward Hulselmans | 1.253.063   | 30 december 2012 |  |
| In het grootste geheim heeft een professionele bende in Brussel de private bank Jonkhere gekraakt. Van de 800 kluizen in de bank werden enkel de 66 kluizen gekraakt die gelieerd zijn aan de belangrijkste mensen in België, die op hun beurt allemaal gelieerd zijn aan Salamander, een geheime organisatie die enorme macht heeft in België. De kraak wordt door bankdirecteur Jonkhere en het gerecht in de doofpot gestopt, maar ze kunnen niet voorkomen dat de Brusselse politie-inspecteur Paul Girardi door een informant getipt kan worden over de kraak. |            |       |                    |                 |             |                  |  |
| 2 | 2          |       | Frank Van Mechelen | Ward Hulselmans | 1.331.928   | 6 januari 2013   |  |
| Girardi's informant wordt dood teruggevonden. Girardi wordt door zijn oversten op non-actief gezet, maar al snel wordt duidelijk dat Girardi in de gaten wordt gehouden. Girardi weet het huis uit te glippen en gaat op onderzoek in de bank Jonkhere. Wanneer de onderdirecteur het er te heet onder de voeten voelt worden, pleegt hij zelfmoord en wordt Girardi van de moord verdacht, die geen andere keus ziet dan onderduiken bij een oud-collega in een klooster.                                                                                          |            |       |                    |                 |             |                  |  |
| 3 | 3          |       | Frank Van Mechelen | Ward Hulselmans | 1.379.015   | 13 januari 2013  |  |
| Girardi's vrouw en dochter worden voortdurend lastiggevallen door de cel P9, die de opdracht hebben gekregen om Girardi op te sporen. Girardi vindt een spoor dat leidt naar senator Rasenberg, die lid is van Salamander en een van de kluiseigenaars. |            |       |                    |                 |             |                  |  |
| 4 | 4          |       | Frank Van Mechelen | Ward Hulselmans | 1.396.518   | 20 januari 2013  |  |
| De eigenaren van de gekraakte kluizen ontvangen enveloppen met kopieën van gevoelige informatie die de krakers uit de kluizen stalen. De hoogwaardigheidsbekleders krijgen de keuze: ontslag nemen of zelfmoord plegen. Girardi wordt door de P9 gevat en hij krijgt van procureur-generaal Persigal de keuze: meewerken met hen, of voorgoed verdwijnen. |            |       |                    |                 |             |                  |  |
| 5 | 5          |       | Frank Van Mechelen | Ward Hulselmans | 1.427.929   | 27 januari 2013  |  |
| Girardi gaat in opdracht van de procureur-generaal in het grootste geheim achter de krakers van de bank Jonkhere aan, maar door de hele situatie komt zijn huwelijk in gedrang. |            |       |                    |                 |             |                  |  |
| 6 | 6          |       | Frank Van Mechelen | Ward Hulselmans | 1.446.244   | 3 februari 2013  |  |
| Girardi moet de vrouw van senator Rasenberg verleiden in de hoop zo meer informatie over Salamander te vinden. Ondertussen zet Wolfs, de opdrachtgever van de kraak zijn missie om Salamander te vernietigen verder. Het onderzoek van Girardi is een doorn in het oog van Salamander, nu de inspecteur steeds dichter bij hen komt, dus geven ze de opdracht om Girardi te elimineren. Girardi overleeft de aanslag, maar zijn vrouw sterft voor zijn ogen. |            |       |                    |                 |             |                  |  |
| 7 | 7          |       | Frank Van Mechelen | Ward Hulselmans | 1.426.418   | 10 februari 2013 |  |
| Na de dood van zijn vrouw brengt Girardi zijn dochter onder in een internaat, waar ze veilig is tot hij de moordenaars van zijn vrouw te pakken heeft. Hij beseft al snel dat de vrouw van senator Rasenberg hem verraden heeft, en hij weet de benoeming van de senator tot minister te voorkomen. De politie heeft het lichaam van een jonge vrouw gevonden. Girardi volgt het spoor naar een leegstaand appartement, dat werd gehuurd door een van de krakers van de bank Jonkhere.                                                                              |            |       |                    |                 |             |                  |  |
| 8 | 8          |       | Frank Van Mechelen | Ward Hulselmans | 1.406.271   | 17 februari 2013 |  |
| Wolfs laat zijn handlanger een nieuwe laden enveloppen leveren bij de leden van Salamander, en een nieuwe golf van ontslagen en zelfmoorden teistert het land. In het internaat waar zijn dochter verblijft ontmoet Girardi de dochter van Wolfs, wiens dochter ook in hetzelfde internaat zit. |            |       |                    |                 |             |                  |  |
| 9 | 9          |       | Frank Van Mechelen | Ward Hulselmans | 1.539.497   | 24 februari 2013 |  |
| Salamander en het Koningshuis gaan op zoek naar een zondebok voor de toestand waarin het land zich bevindt, en die zondebok wordt gevonden in procureur-generaal Persigal. Girardi ontdekt dat Salamander een connectie heeft met de Tweede Wereldoorlog, maar Salamander zit hem op de hielen en hij weet op het nippertje te ontsnappen aan een nieuwe aanslag. |            |       |                    |                 |             |                  |  |
| 10 | 10         |       | Frank Van Mechelen | Ward Hulselmans | 1.444.076   | 3 maart 2013     |  |
| Voor zijn ontslag weet Persigal een heleboel cruciale informatie door te spelen aan Girardi, o.a. over de connectie tussen Salamander en de Tweede Wereldoorlog. Girardi's dochter is bevriend geraakt met de kleindochter van Wolfs, en hij wordt door Wolfs dochter uitgenodigd op het domein van haar vader, waar Girardi, zonder het te weten, oog in oog staat met de opdrachtgever van de kraak bij Jonkhere. |            |       |                    |                 |             |                  |  |
| 11 | 11         |       | Frank Van Mechelen | Ward Hulselmans | 1.346.907   | 10 maart 2013    |  |
| Persigal wordt samen met zijn secretaresse dood teruggevonden in bed. Girardi leert meer over het verleden van miljonair Wolfs. Wolfs vertrouwt Girardi echter niet, en hij laat hem natrekken door zijn handlanger, die erachter komt dat Girardi een politieagent is die de kraak bij Jonkhere onderzoekt. |            |       |                    |                 |             |                  |  |
| 12 | 12         |       | Frank Van Mechelen | Ward Hulselmans | 1.484.981   | 17 maart 2013    |  |
| Klaus, de handlanger van Wolfs, keert zich tegen zijn opdrachtgever en biedt zijn diensten aan aan Jonkhere, die Wolfs en Girardi dood wil en de bewijzen uit de 66 kluizen terug in zijn bezit wil hebben. Wolfs vertelt Girardi over zijn verleden met Jonkhere en wat hem ertoe heeft aangezet om Salamander ten gronde te richten. |            |       |                    |                 |             |                  |  |